# Щедровка (Нижньогородська область)
Щедровка (рос. Щедровка) — село в Вадському районі Нижньогородської області Російської Федерації.
Населення становить 353 особи. Входить до складу муніципального утворення Стрєльська сільрада.

## Історія
Від 2009 року входить до складу муніципального утворення Стрєльська сільрада.

## Населення
| 1999 | 2002 | 2010 |
| ---- | ---- | ---- |
| 389  | ↘350 | ↗353 |